# Ubiraci Carvalho
Luiz Ubiraci de Carvalho, mais conhecido como Ubiraci Carvalho, (Simplício Mendes, 11 de março de 1943 – Teresina, 7 de abril de 2014) foi um professor e político brasileiro, outrora deputado estadual pelo Piauí.

## Dados biográficos
Filho de Arnaldo Ferreira de Carvalho e Maria Graziela Reis de Carvalho. Licenciado em Letras – Português pela Faculdade Católica de Filosofia do Piauí, um dos embriões da atual Universidade Federal do Piauí, formou-se em Direito por esta instituição de ensino tornando-se professor da mesma em 1972. Mestre em Linguística pela Pontifícia Universidade Católica do Rio Grande do Sul, ligou-se politicamente a Raimundo Wall Ferraz e após a eleição deste para prefeito de Teresina em 1985, assumiu a secretaria de Comunicação Social e na administração Heráclito Fortes foi presidente da Fundação Cultural Monsenhor Chaves.
Candidato a deputado federal pelo PSDB em 1990, não obteve êxito. Quando Wall Ferraz venceu a eleição para prefeito de Teresina em 1992, Ubiraci Carvalho foi nomeado secretário de Administração. Com a eleição de Mão Santa para governador do Piauí em 1994, foi nomeado secretário de Educação no ano seguinte. Suplente de deputado federal em 1998, voltou à Secretaria de Educação com a reeleição do governador. Membro de uma dissidência partidária contrária a reeleição do governador Hugo Napoleão, empreendeu nova candidatura a deputado federal em 2002, mas não foi além de uma suplência.
No primeiro governo Wellington Dias foi secretário do Trabalho e depois presidente da Fundação de Esportes do Piauí (FUNDESPI). Eleito suplente de deputado estadual via PDT em 2006, exerceu o mandato durante a maior parte da legislatura porque, reeleito, o governador Wellington Dias nomeou Flávio Nogueira secretário das Cidades. Eleito deputado estadual em 2010, foi secretário da Defesa Civil no segundo governo Wilson Martins. Após deixar o cargo retornou para a Assembleia Legislativa já filiado ao PROS, mas faleceu no exercício do mandato devido a uma parada cardiorrespiratória.